# Polygonpunkt

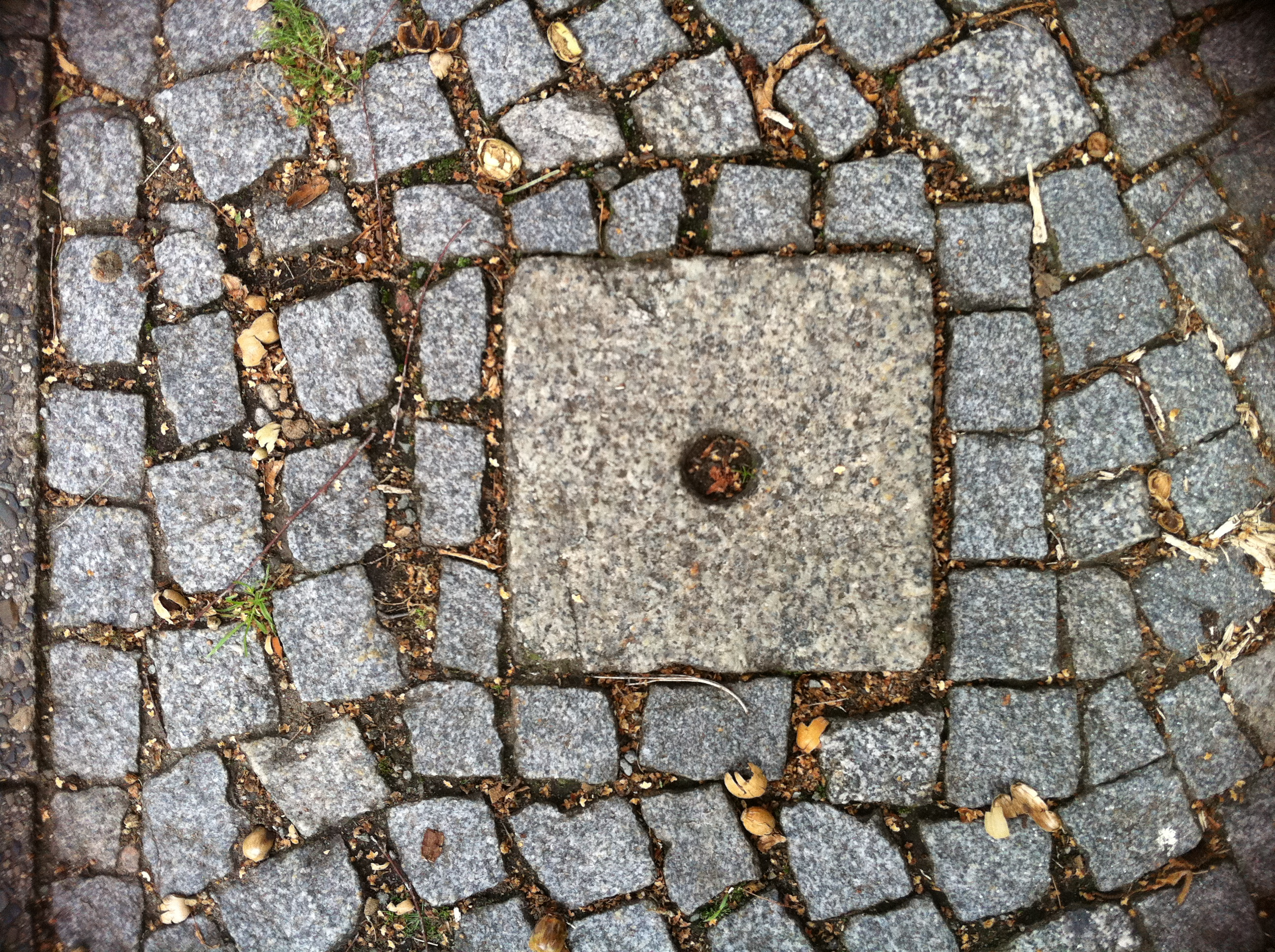
Polygonlochstein aus Granit in Berlin-Spandau, Kopfmaße 20 cm * 20 cm

In der Landesvermessung werden Punkte höherer Ordnung (trigonometrische Punkte, die etwa 10 bis 50 km auseinander liegen, durch Polygonpunkte verdichtet. Die Dreiecksflächen, die in der Regel von trigonometrischen Punkten gebildet werden, werden im Zuge dieser Verdichtung in Vielecke (Polygone) aufgeteilt. 
Häufiger dient der Begriff jedoch als Bezeichnung für Vermessungspunkte, die linienförmig – meist entlang von Straßen und Wegen – zwischen den trigonometrischen Punkten dieser Polygonflächen verlaufen. Diese Linienzüge werden als Polygonseiten oder Polygonzüge bezeichnet.